# Giorgi Sturua
Giorgi Sturua (gruz. გიორგი სტურუა, ur. 6 czerwca?/18 czerwca 1884 we wsi Kulaszi w rejonie Kutaisi, zm. 1 kwietnia 1956 w Tbilisi) – radziecki i gruziński polityk, przewodniczący Prezydium Rady Najwyższej Gruzińskiej SRR w latach 1942–1948.
W 1901 wstąpił do SDPRR, od 1903 związany z frakcją bolszewicką, w 1914 za działalność komunistyczną wydalony administracyjnie do Kraju Narymskiego na Syberii, skąd uciekł w 1916. W latach 1917–1918 członek komitetu SDPRR(b)/RKP(b) w Baku, 1918 komisarz frontu Bakijskiego, 1918–1919 zastępca ludowego komisarza spraw wewnętrznych w Republice Terskiej na Kaukazie, jesienią 1919 był jednym z dowódców bolszewickiej rebelii w Gruzji. 1919-1920 członek Kaukaskiego Krajowego Komitetu RKP(b), 1920 aresztowany w Gruzji, po zwolnieniu wysłany przez władze partyjne do Azerbejdżanu, gdzie został sekretarzem KC Komunistycznej Partii (bolszewików) Azerbejdżanu. W latach 1925–1928 sekretarz Abchaskiego Obwodowego Komitetu Wykonawczego Komunistycznej Partii (bolszewików) Gruzji., 1929–1931 ludowy komisarz sprawiedliwości Gruzińskiej SRR, w 1931 krótko ludowy komisarz sprawiedliwości Zakaukaskiej Federacyjnej SRR, w latach 1931–1933 i ponownie 1934-1937 przewodniczący Rady Związków Zawodowych Gruzińskiej SRR, 1938–1941 I zastępca przewodniczącego Rady Komisarzy Ludowych Gruzińskiej SRR. Od 3 stycznia 1942 do 26 marca 1948 przewodniczący Prezydium Rady Najwyższej Gruzińskiej SRR. Od 17 kwietnia 1948 członek Biura Politycznego KC KP(b)G, w 1953 ponownie przewodniczący Rady Związków Zawodowych Gruzińskiej SRR. Od 1954 do śmierci dyrektor filii Muzeum Lenina w Tbilisi. Odznaczony dwoma Orderami Lenina i dwoma innymi orderami. 1937-1950 deputowany do Rady Najwyższej ZSRR.